# 55 Cygni
55 Cygni, som är stjärnans Flamsteed-beteckning, är en ensam stjärna belägen i den mellersta delen av stjärnbilden Svanen, som också har variabelbeteckningen V1661 Cygni. Den har en genomsnittlig skenbar magnitud på ca 4,86 och är svagt synlig för blotta ögat där ljusföroreningar ej förekommer. Baserat på parallaxmätning inom Hipparcosuppdraget på ca 1,4 mas, beräknas den befinna sig på ett avstånd av ca 830 parsek från solen. Den rör sig närmare solen med en heliocentrisk radialhastighet av ca -7 km/s. Stjärnan antas ingå i stjärnförening  Cygnus OB7 vid ett avstånd av ungefär 2 700 ljusår från solen.

## Egenskaper
55 Cygni är en blå till vit superjättestjärna av spektralklass B2.5 Ia eller B4 Ia och var ursprungligen en standard för spektraltypen B3 Ia. Den har en massa som är ca 23 solmassor, en radie som är ca 54 – 65 solradier och utsänder ca 324 000 – 478 000 gånger mera energi än solen från dess fotosfär vid en effektiv temperatur av ca 19 000 K.
55 Cygni är en pulserande variabel av Alfa Cygni-typ (ACYG), som varierar mellan visuell magnitud +4,80 och 4,87 med en period av 4,88472 dygn. När den först analyserades klassificerades den som en oregelbunden superjättvariabel, men efterföljande studier har behandlat den som en Alfa Cygni-variabel. Den visar pulseringar med flera perioder från några timmar till 22 dygn, och både p- och g-lägen. Förutom p- och g-lägen har konstiga lägen och associerade instabiliteter också hittats i modeller av stjärnan. Spektrumet visar också variation, vilket leder till att olika klassificeringar ges för stjärnan.
Den typ av pulsationer som 55 Cygni uppvisar tyder på att det tidigare var en röd superjätte som har tappat sina yttre lager. De mest massiva röda superjättarna förväntas passera genom en blå superjättefas innan de blir en Wolf-Rayet-stjärna och så småningom exploderar som en typ Ib- eller Ic-supernova.